# Thomas Brussig
Pour les articles homonymes, voir Brussig.
Thomas Brussig (né le 19 décembre 1964 ou 1965 à Berlin) est un écrivain allemand. 

## Biographie
Thomas Brussig a passé son enfance dans la partie Est de Berlin. Il a enchaîné différents métiers jusqu'en 1980.

## Œuvres
- (de) Wasserfarben, 1991  (ISBN 3-351-01871-1)
- (de) Helden wie wir, 1995  (ISBN 3-353-01037-8)
- (de) Am kürzeren Ende der Sonnenallee, 1999  (ISBN 3-353-01168-4)
- (de) Leben bis Männer, 2001  (ISBN 3-596-15417-0)
- (de) Wie es leuchtet, 2004  (ISBN 3-10-009580-4)
- (de) Berliner Orgie, 2007  (ISBN 3-492-05037-9)
- (de) Schiedsrichter Fertig, 2007  (ISBN 3-7017-1481-9)
- (de) Der Wurm am Turm, 2011  (ISBN 3-86921-061-3) avec Kitty Kahane (co-auteure)

Le scénario du film Sonnenallee, sorti la même année que Am kurzeren Ende der Sonnenallee, a été coécrit par Thomas Brussig, Detlev Buck et Leander Haußmann. Le roman Helden wie wir a aussi fait l'objet d'une adaptation cinématographique.